# Furor y misterio
Furor y misterio es una colección de poemas de René Char escrita entre 1938 y 1947 y publicada en 1948, que forma parte del también poema del autor Fontaine narrative. La obra plasma poéticamente las experiencias de René Char durante su etapa en la resistencia francesa durante la Segunda Guerra Mundial, que le valió los elogios de Albert Camus.